# Мішевко-Стшалковське
Мішевко-Стшалковське (пол. Miszewko Strzałkowskie) — село в Польщі, у гміні Слупно Плоцького повіту Мазовецького воєводства.
Населення — 188 осіб (2011).
У 1975-1998 роках село належало до Плоцького воєводства.

## Демографія
Демографічна структура станом на 31 березня 2011 року:
|          | Загалом | Допрацездатний вік | Працездатний вік | Постпрацездатний вік |
| -------- | ------- | ------------------ | ---------------- | -------------------- |
| Чоловіки | 98      | 20                 | 70               | 8                    |
| Жінки    | 90      | 12                 | 54               | 24                   |
| Разом    | 188     | 32                 | 124              | 32                   |